# Giuseppe Simonetti
Giuseppe Simonetti (ur. 23 września 1709 w Castelnuovo di Farfa, zm. 4 stycznia 1767 w Rzymie) – włoski kardynał.

## Życiorys
Urodził się 23 września 1709 roku w Castelnuovo di Farfa. Studiował na La Sapienzy, gdzie uzyskał doktorat utroque iure. 26 marca 1735 roku przyjął święcenia kapłańskie. Następnie został referendarzem Trybunału Obojga Sygnatur i kanonikiem bazyliki watykańskiej. 25 maja 1761 roku został tytularnym arcybiskupem Petry, a 7 czerwca przyjął sakrę. 26 września 1766 roku został kreowany kardynałem prezbiterem i otrzymał kościół tytularny San Marcello. Zmarł 4 stycznia 1767 roku w Rzymu.